# Leone Orsini
Pour les articles homonymes, voir Orsini.
Leone Orsini (né à Rome en 1512 et mort à Fréjus le 11 mai 1564) est un ecclésiastique italien, qui fut évêque de Fréjus de 1525 à 1564.

## Biographie

### Origine et famille
Leone Orsini francisé en Léon des Ursins appartient à la famille Orsini. Il naît en 1512 à Rome, 3e fils d’Ottavio, fils légitime du cardinal Franciotto Orsini de Monterotondo, sa mère est Portia fille de Gentile Orsini, comte de Pitigliano et Nola et vraisemblablement de Stimigliano dans les collines de la Sabine. Alors que ses frères aînés Francesco († 1593) et Enrico († 1604) suivent les traces de leur père, capitaine au service de la France, Leone entreprend une carrière ecclésiastique sous la protection de son grand-père paternel Franciotto Orsini, protonotaire apostolique et cardinal de San Giorgio in Velabro et évêque de Fréjus. Le parrain de Leone est le pape Léon X dont il porte le nom en hommage au pontife. De son grand-père Franciotto il reçoit à l'âge d'environ 13 ans le 15 décembre 1525 l'« administration » de l'évêché de Fréjus ; bien que sa consécration n'intervienne qu'en 1539, il en a la pleine jouissance depuis la mort de son grand-père en 1534. Depuis 1531, il est également le bénéficiaire en commende de l'abbaye de Pomposa, dans le diocèse de Cesena.

### Étudiant et mécène
Leone Orsini commence ses études à Rome, mais il les poursuit à l'université de Padoue, où il réside au moins à partir de la seconde moitié de la décennie 1530. Sa participation à la vie universitaire est marquée par sa volonté de postuler à l'élection du recteur des élèves avocats pour l'année académique 1538-1539. Il se fait également remarquer comme un généreux mécène dans le domaine des arts et des lettres, notamment par son soutien au musicien et éditeur Antonio Gardano, arrivé à Venise au début de 1538. Leur relation apparait lors de la publication des vingt-quatre chansons de Clément Janequin (avril 1538) et dans celle du premier livre de madrigaux de Jacques Arcadelt à quatre voix (mars 1539). Elle se manifeste dans la typographie des ouvrages où se font face un lion vénitien, sur la gauche, un ours, à droite, allusion claire au nom des Orsini, avec au centre la rose héraldique des Orsini et un lis, allusion à la cour des Valois. Leone Orsini est également l'un des fondateurs à Padoue le 6 juin 1540 de l’Académie des Enflammés qu'il dirige jusqu'à son départ le 6 août suivant.

### La vaine quête de la pourpre cardinalice
Dans la seconde moitié de la décennie 1540, Leone Orsini s’implique de façon croissante dans sa carrière ecclésiastique. Le 4 janvier 1546 il participe à la deuxième session du concile de Trente, mais il le quitte presque immédiatement, pour ne jamais y revenir. Le 14 mars, il écrit de Padoue à Marcello Cervini, pour justifier son absence. Il se rend finalement dans son évêché de Fréjus, jusqu'à la fin de 1547. Son diocèse avait été administré par des vicaires généraux : Bertrand Néron, Georges Fénilis, Guillaume Francolis, Claude Grenon et enfin Bonifacio Pignoli. En 1548, il prête le serment de fidélité au nouveau souverain Henri II et entreprend une série d'action visant à organiser le diocèse où il célèbre sa première messe le 8 septembre 1551. Ce nouvel engagement coïncide avec la tentative de la cour de France pour lui obtenir la pourpre cardinalice. Le 16 novembre 1547 le nonce en France Michele Della Torre écrit à Rome au cardinal Alexandre Farnèse pour l'informer qu'il va être sollicité, au nom de la reine Catherine de Médicis, pour soutenir la candidature d'Orsini, fortement appuyée par le souverain français, qui avait l'intention d'écrire au pape lui-même. Un mois plus tard, le 15 décembre, le cardinal Charles de Lorraine écrit de Rome à Henri II de France et se « déclare confiant » dans l'issue de la démarche. Environ un an plus tard, en décembre 1548, les pressions de la monarchie française, se poursuivent cette fois à l’initiative de Catherine de Médicis, qui envoie son majordome Alessandro Schifanoia pour plaider la cause d’Orsini auprès du nonce de Della Torre. Cet ultime effort reste sans effet comme le prouve une lettre écrite le 13 novembre 1556 par Catherine de Médicis au cardinal Carlo Carafa.

### Dernières années
Leone Orsini alterne les séjours à Rome en août 1560 et à Paris où il prête le serment de fidélité au nouveau roi Charles IX, qui vient juste de monter sur le trône. Il est toujours dans la capitale le 29 novembre, lorsque le pape Paul IV annonce la reprise imminente du concile de Trente. En 1562 il entre en possession des biens français que leur père avait accordés à ses frères Enrico et Francesco, le 20 août 1552, mais qui leur sont confisqués à la suite de leur participation à un meurtre. Il revient en 1563 à Fréjus, fait quelques ordinations dans la cathédrale, et meurt dans cette cité le 10 mai 1564.

## Source
- (it) Franco Tomasi, « ORSINI, Leone », dans Dizionario Biografico degli Italiani, vol. 79, 2013 (lire en ligne)